# 亞歷山大·柯斯特
亞歷山大·格里馬爾迪·科斯特（法語：Alexandre Grimaldi-Coste，2003年8月24日—），摩納哥親王阿爾貝二世的私生子，原名埃里克·亞歷山大·斯特凡·托索普克（Éric Alexandre Stéphane Tossoukpé）。